# Gemena flygplats
Gemena flygplats är en statlig flygplats i staden Gemena i Kongo-Kinshasa. Den ligger i provinsen Sud-Ubangi, i den nordvästra delen av landet, 1 000 km nordost om huvudstaden Kinshasa. Gemena flygplats ligger 420 meter över havet. IATA-koden är GMA och ICAO-koden FZFK. Gemena flygplats hade 760 starter och landningar, samtliga utom två inrikes, med totalt 16 504 passagerare, 1 754 ton inkommande frakt och 268 ton utgående frakt 2015.